# Henry Jenner
Henry Jenner (korn. Gwas Myghal; ur. 8 sierpnia 1848, zm. 1934) – kornwalijski działacz społeczny i kulturalny, pomysłodawca odrodzenia języka kornijskiego i twórca współczesnej gramatyki kornijskiej.. 
Na pomysł odbudowania wymarłego już wówczas języka kornijskiego wpadł w roku 1877, kiedy podczas pracy w British Museum znalazł na manuskrypcie zapis 41 linijek wiersza w języku kornijskim z roku 1340. W roku 1904 opublikował podręcznik gramatyki kornijskiej, który był próbą wprowadzenia współczesnej gramatyki w oparciu o język używany w czasach po rebelii modlitewników. W pracach Jennera nad językiem uczestniczył również pastor polskiego pochodzenia Władysław-Somerville Lach Szyrma